# Trox gemmulatus
Trox gemmulatus är en skalbaggsart som beskrevs av Horn 1874. Trox gemmulatus ingår i släktet Trox och familjen knotbaggar. Inga underarter finns listade i Catalogue of Life.

## Bildgalleri

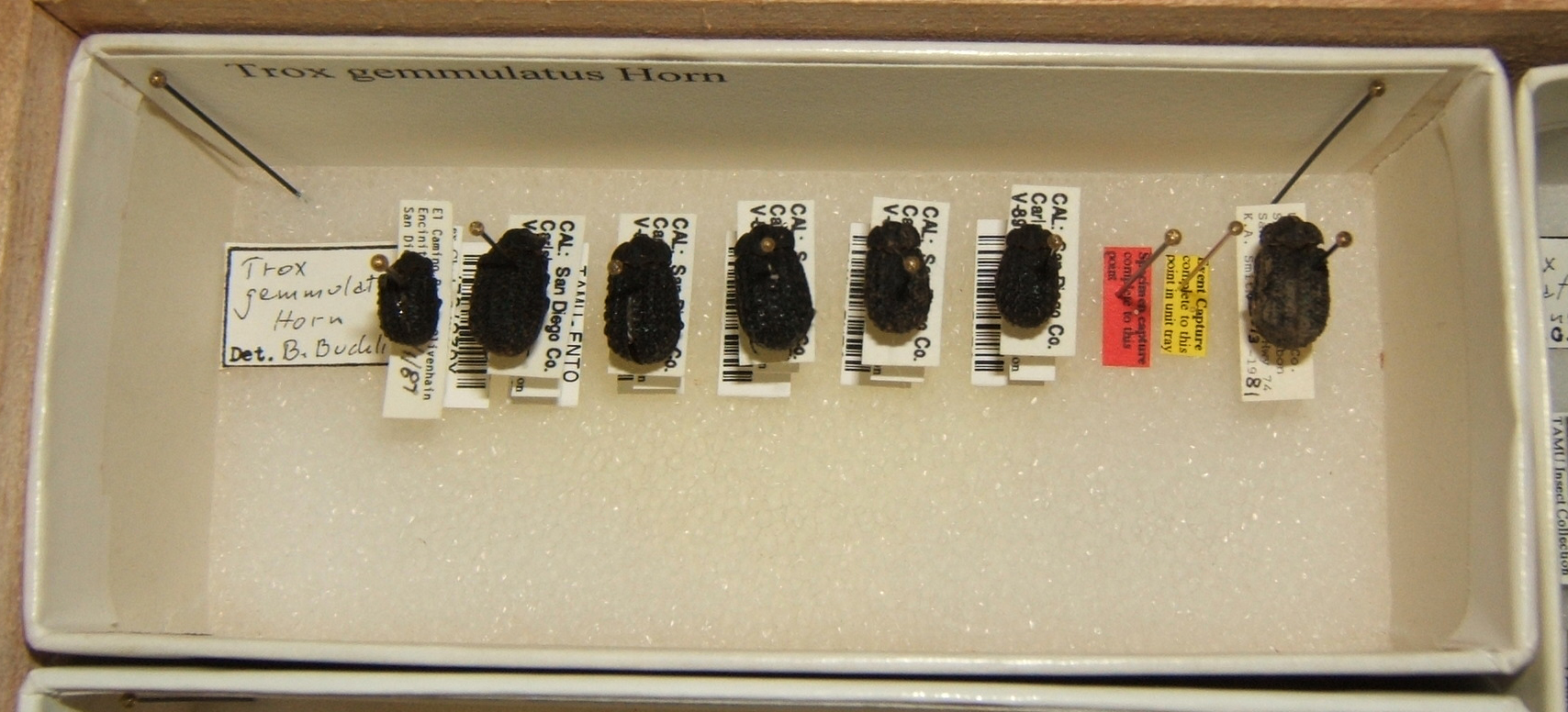